# Oxalis kamieshergensis
Oxalis kamieshergensis är en harsyreväxtart som beskrevs av Salter. Oxalis kamieshergensis ingår i släktet oxalisar, och familjen harsyreväxter. Inga underarter finns listade i Catalogue of Life.